# Загора (Башкортостан)
Загора (баш. Загора — по месту расположения ) — бывшая деревня в Дуванском районе Башкортостана, относившаяся к Месягутовскому сельсовету. Население на 1 января 2002 года составляло 225 человек.
В 2002 году была присоединена к селу Месягутово.